# Scream Awards
Los Scream Awards es un show de premios dedicado a los géneros de horror, ciencia ficción y fantasía para películas, series y cómics. Originalmente solo tenía los premios para actores Scream Queen y Heroic Performance, luego fue ampliado para incluir actrices en todos los géneros. Además, los comics fueron incluidos recientemente. Se transmiten en Spike TV y se emitía en el pasado bajo el programa Spike TV Scream Awards. Hace poco, se ha renombrado solo a Scream con el respectivo año, por ejemplo Scream 2010. El show fue creado por los productores Michael Levitt, Cindy Levitt y Casey Patterson.
Por razones desconocidas, los Scream Awards fue cancelado luego de los Scream Awards 2011.

## Producción

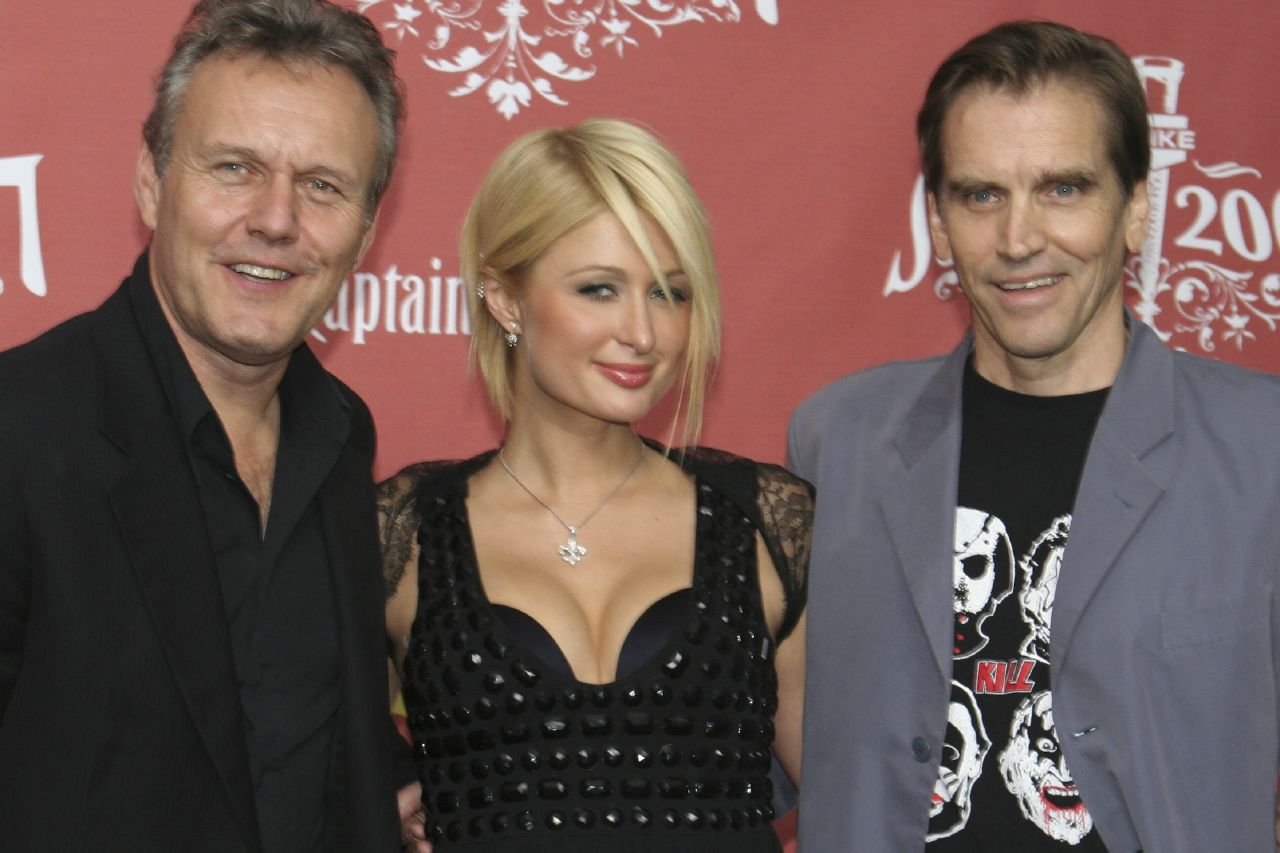
Paris Hilton en los Scream Awards 2007.

Los premios cubren lo sucedido en la escena desde el año entre el premio anterior y el actual, que se realizaba en octubre de cada año. El evento se grabada el sábado en la noche y se mostraba el jueves. Para lograr un show de dos horas en TV, no se mostraban todos los premios. Para algunas categorías, solo se anunciaban los ganadores. Algunas categorías se saltaban completamente del show televisado.
La ceremonia inaugural se realizó en el Teatro Pantages el 7 de octubre de 2006. Desde 2007 al 2010, se realizó en el Teatro Griego en Los Ángeles, California. La ceremonia del 2011 se realizó en un estudio de rodaje de Universal Studios.
Realizaron presentaciones varios artistas de rock como Ozzy Osbourne y Korn.
El show también incluía trailers «World Premiere» de futuras películas, series de TV, videos tras bambalinas y escenas de películas que no mostradas en videos caseros como DVD o Blue Ray.

## Categorías
- The Ultimate Scream
- Best Horror Movie
- Best Fantasy Movie
- Best Science Fiction Movie
- Best TV Show
- Best Superhero
- Best Comic-to-Screen Adaptation
  - Renombrado a «Best Comic Book Movie» desde el 2008.
- Most Memorable Mutilation
- Most Vile Villain
  - Renombrado a «Best Villain» desde el 2008.
- Breakout Performance
- The Scene of the Year Award
  - Llamado también como «Holy Sh!t» o «Jump-From-Your-Seat» en diferentes años.